# Rudolf Steinweg
Rudolf Steinweg (* 1888; † 2. November 1935 nahe Budapest, Ungarn) war ein deutscher Autorennfahrer.

## Leben und Karriere
Steinweg war Gastronom und besaß mehrere Bars, Cafés und Restaurants in München. Er war einer der besten deutschen Privatfahrer der 30er Jahre, schaffte es aber nie in den Werkskader einer der großen deutschen im Motorsport engagierten Hersteller.
Im Jahre 1921 begann Steinweg mit dem Motorsport, zog sich aber bis 1929 wieder aus der Szene zurück. Als Privatfahrer nahm er dann zunächst in einem 1,1l BNC und dann in einem 1,5-Liter-NSU an verschiedenen Bergrennen teil. 1930 legte sich Steinweg einen 6-Zylinder-Amilcar mit 1,1 Litern zu, mit dem er 21 Rennen in drei Jahren gewinnen konnte. So avancierte sich Steinweg zu einem der besten Bergrennfahrer in den Rennen für geringen Hubraum. 1933 verkaufte er seinen Amilcar an Willi Briem und kaufte sich einen 1927er Bugatti T35 von Karl Kappler. Mit diesem Wagen nahm Steinweg nicht nur an den, von ihm favorisierten, Bergrennen, sondern auch an Rundstreckenrennen teil.
Während des Trainings zum Rennen am Guggerberg bei Budapest verunglückte Rudolf Steinweg am 2. November 1935 tödlich in seinem weißen Bugatti T51A Einsitzer den er im Laufe des Jahres von Ernst Günther Burggaller gekauft hatte und in dem er eine Woche zuvor beim Feldbergrennen gewonnen, sowie Monate zuvor den dritten Platz bei der Coppa Acerbo in Pescara sowie den Gesamtsieg beim Grand Prix de Frontiéres auf dem Circuit de Chimay erzielt hatte.